# René Halphen
René Halphen (París, 24 de enero de 1864-íd., 1931), más conocido por su pseudónimo "Madrizy" o "Madrizzy", fue un periodista y traductor francés que trabajó en España.
Poco se sabe sobre él; conocía a toda la aristocracia española, por lo cual trabajó como cronista de sociedad en Madrid, aunque, como no dominaba completamente el idioma español, se hacía corregir las crónicas que solía publicar en Por Esos Mundos (1903); en la sección "Ecos de Sociedad" de El Gráfico (1904); en Gran Mundo y Sport (1906-1907), revista aristocrática dirigida por Antonio de Hoyos y Vinent; en la sección "Gran Mundo" de La Correspondencia de España (1910-1916) y en la revista Blanco y Negro, siempre bajo el pseudónimo de "Madrizy". Era especialmente requerido como corresponsal en Biarritz. Tradujo algunos textos literarios españoles al francés que publicó en La Nouvelle Revue Internationale, por ejemplo cuentos de la condesa Emilia Pardo Bazán. Frecuentaba el salón de la marquesa de Squilace y su característico modo de caminar le hizo ser conocido entre los de su gremio como "La rata mecánica", como cuenta Melchor de Almagro San Martín:

René Halphen, que firmaba sus revistas sociales con el seudónimo de "Madrizzy" [...] era pequeño, de nariz judaica y prominente, que al abarquillarse sobre el labio fugitivo, decorado por dos hirsutos pelillos a manera de bigotejo, fingía un hocico ratonil; ratoniles eran también sus ojuelos redondos y sus pasitos cortos, como carrerillas, y su tamaño diminuto y hasta los faldones de su frac recordaban un rabito. Gloria Laguna le bautizó de "rata mecánica".

Junto a «Monte Cristo» y «El abate Faria» formó la trinidad central de los cronistas de salones del primer tercio del siglo XX. Lo mencionan en sus memorias Rafael Cansinos Asséns, el marqués de Valdeiglesias y el marqués de Campo-Santo (Alberto de Pineda y Torres).